# Le Raincy
Le Raincy település Franciaországban, Seine-Saint-Denis megyében. Lakosainak száma 14 778 fő (2022. január 1.).

## Fekvése
Le Raincy Livry-Gargan, Clichy-sous-Bois, Gagny, Les Pavillons-sous-Bois és Villemomble községekkel határos.

## Népesség
A település népességének változása:
| Lakosok száma | 14 261 | 14 411 | 14 806 | 14 648 | 14 708 | 14 569 | 14 753 | 14 877 | 14 778 |
|               | 2013   | 2015   | 2016   | 2017   | 2018   | 2019   | 2020   | 2021   | 2022   |

## Nevezetességei
Auguste Perret vasbetonból készült temploma